# Perfecto de Dios Fernández
Perfecto de Dios Fernández (Sandianes, 1931 - Chaherrero, 16 de mayo de 1950) fue un guerrillero antifranquista gallego que formó parte de la resistencia armada contra la dictadura franquista en España.

## Trayectoria
Perfecto de Dios Fernández nació en 1931 en Sandianes, Orense, en un contexto histórico marcado por profundas divisiones y una creciente resistencia al franquismo. Su familia desempeñó un papel clave en la resistencia antifranquista gallega. Su madre, Carmen Fernández Seguín, actuó como enlace de la oposición tras el Golpe de Estado del 18 de julio de 1936, proporcionando apoyo logístico y de comunicación a los guerrilleros que operaban en la región. Su padre se refugió en el monte para evitar la represión, y su hermano menor, Camilo, comenzó a colaborar con la resistencia a la edad de 13 años. En 1948, Camilo se unió formalmente a la lucha armada y fue detenido en 1949, siendo una de las numerosas detenciones y represiones sufridas por su familia en su apoyo a la resistencia.
Perfecto, influido por el entorno familiar y la situación política, se unió al grupo de guerrilleros dirigido por Juan Sorga, que desde octubre de 1948 buscaba establecer rutas de escape hacia Francia para los miembros de la resistencia. Durante uno de estos intentos de fuga, el 16 de mayo de 1950, el grupo fue interceptado por la Guardia Civil en Chaherrero (Crespos, provincia de Ávila). En el enfrentamiento, Perfecto de Dios Fernández fue abatido y su madre, Carmen Fernández Seguín, fue detenida. Perfecto fue sepultado en una fosa común fuera del cementerio local, un acto frecuente en la represión de opositores al régimen franquista. Tras su detención, Carmen fue juzgada en Orense y condenada a treinta años de prisión, un reflejo de la dureza de las represiones en esa época.
El 19 de julio de 2014, 64 años después de su muerte, los restos de Perfecto de Dios Fernández fueron exhumados de la fosa en Chaherrero y trasladados a Orense, cumpliendo así un deseo largamente esperado por su familia y la comunidad de resistencia gallega, que continúa recordando su legado. Este traslado fue posible gracias a los esfuerzos de asociaciones de recuperación de la memoria histórica que trabajan para dignificar a las víctimas del franquismo y rescatar su historia del olvido. 